# Veroushka Knoge
Veroushka Knoge est une actrice française.

## Filmographie
- 2003 : Aquarium
- 2004 : Vénus et Fleur
- 2004 : Bain de minuit
- 2005 : Il ne faut jurer de rien !
- 2005 : The Passenger